# 邓初民

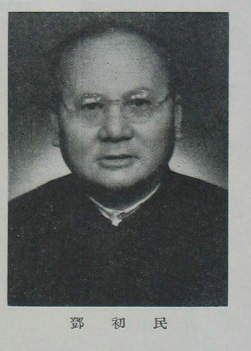

邓初民（1889年10月20日—1981年2月4日），字昌权，曾改名希禹，男，湖北石首人，中国政治人物、教育家。

## 生平
1912年考入江汉大学，1913年留学于日本东京法政大学社会科学专业。在李大钊支持下，组织了“中国留日学生总会”，任总会评议长和总会刊物《民彝》的主编。1917年，返回太原任进山中学语文教员。1924年，任湖北省立法科大学教务长。1926年，任湖北省政府委员、审判土豪劣绅委员会委员长兼武昌中山大学教授。随后经董必武介绍会见毛泽东，并受邀在中央农民运动讲习所任教。1927年，在暨南大学，法政大学任教。1933年，先后在中山大学，广西大学，朝阳学院，香港达德学院任教授。1941年，加入全国各界抗日救国联合会，1945年加入中国民主同盟。1949年，出席了中国人民政治协商会议第一届全体会议。
中华人民共和国成立后，担任山西省人民政府副主席，山西省人民委员会副省长兼山西大学校长等职位，文革开始，邓初民虽被“靠边站”，但他在家不出，仍亲笔写信给周恩来提意見。动乱中，他在卧室里写下“尽管既老且病，还得勤学苦干”的联语。

## 社会兼职
1954年，中国史学会公布第一届理事会名单，郭沫若担任主席，吴玉章、范文澜担任副主席，他担任理事。